# Rohrwald
Rohrwald (513.1**) – mikroregion w łańcuchu Karpat Austriacko-Morawskich w Zewnętrznych Karpatach Zachodnich. Leży na terytorium Austrii (kraj związkowy Dolna Austria). 
Rohrwald to pierwsze licząc od południa pasmo wzgórz składających się na pasmo Dolnoaustriackich Gór Wyspowych. Wzgórza są zbudowane z ostańców z wapienia jurajskiego i otoczone przez równiny Pogórza Weinviertel w Dolnej Austrii. Najwyższe wzniesienia: Michelberg (409 m n.p.m.) z rozległą panoramą, Waschberg (388 m n.p.m.), Höchberg (347 m n.p.m.), Höhlberg (323 m n.p.m.). Pokryte głównie uprawami rolnymi, łąkami i winnicami, na wzniesieniach zachowany las. 
Wzgórza Rohrwald stanowią skrajny południowo-zachodni region Dolnoaustriackich Gór Wyspowych, Karpat Austriacko-Morawskich, Zewnętrznych Karpat Zachodnich, Karpat Zachodnich i w ogóle całych Karpat. Tu zaczyna się Łuk Karpat. 